# Estación Arturo M. Bass
Arturo M. Bass es una estación de ferrocarril ubicada en el barrio homónimo de la ciudad de Córdoba, provincia de Córdoba, Argentina.

## Servicios
La estación corresponde al Ferrocarril General Bartolomé Mitre de la red ferroviaria argentina. No presta servicios de pasajeros, sus vías e instalaciones están concesionadas a la empresa de cargas Nuevo Central Argentino.